# Synargis palaeste
Synargis palaeste is een vlindersoort uit de familie van de prachtvlinders (Riodinidae), onderfamilie Riodininae.
Synargis palaeste werd in 1870 beschreven door Hewitson.